# Phelipanche schweinfurthii
Phelipanche schweinfurthii är en snyltrotsväxtart som först beskrevs av Günther von Mannagetta und Lërchenau Beck, och fick sitt nu gällande namn av Soják. Phelipanche schweinfurthii ingår i släktet Phelipanche och familjen snyltrotsväxter. Inga underarter finns listade i Catalogue of Life.